# Усовский заказник (Украина)
«Усовский заказник» (укр. Усівський заказник) — гидрологический заказник общегосударственного значения, расположенный на территории Згуровского и Яготинского районов (Киевская область, Украина). 
Площадь — 3 755,1 га.

## История
Усовский заказник был создан согласно Постановлению Совета министров УССР от 25 февраля 1980 года № 132 площадью 2 307,4 га. Указом Президента Украины от 10 декабря 1994 года №7 50/94 был создан одноименный заказник площадью 1 447,7 га и вошёл в состав ранее созданного. Первый по дате создания заказник находится выше по течению реки Супой (северная часть), а второй — ниже (южная часть). Площадь заказника в 1994 году достигла современных размеров — 3 755,1 га.

## Описание
Природоохранный объект создан с целью охраны ценных природных комплексов болотного массива и водно-болотных угодий. Заказник занимает пойму реки Супой на территории Згуровского поселкового совета и Малоберезанского, Супоевского и Кулябовского сельсоветов — между административной границей с Черниговской областью на севере и прудом Малый Супой-1 у села Шевченково на юге. Низинное (эвтрофное) болото Супой расположено севернее дороги Т-10-24 Загоровка—Усовка, где берет начало река Супой. Болото Супой является регулятором водного режима реки Супой. Южнее протекает река Супой с болотами в ее пойме. У Згуровки на реке расположена Згуровская система прудов.
В 1980 году в состав заказника вошли такие землиː совхоза Усовский 484 га, сахарного комбината 367 га, совхоза Новоалександровский 500 га, совхоза им. XXI съезда КПСС 423 га, совхоза им. Ленина 226 га. В 1994 году в состав заказника вошли такие землиː совхоза Малосупоевский 208,9 га, совхоза Малоберезанский 382,0 га, совхоза 30-летия Победы 212,0 га, коллективного с/х предприятия (КСП) Супоевское 644,8 га.
На территории заказника нет охранных знаков и информационных аншлагов.
Ближайший населённый пункт — Усовка, Згуровка, Малая Березанка и Шевченково; город — Яготин.

## Природа
Ландшафт заказника представлен болотом и водно-болотными угодьями в пойме реки Супой. Растительность представлена болотными (виды рода осока), водными, водно-болотными (на прудах) типами. Кроме осоки, встречаются сообщества тростника, рогоза. Здесь встречаются краснокнижные пальчатокоренник мясо-красный, лосняк Лёзеля.
Является местом гнездования водных и водно-болотных птиц.